# Sidney (Iowa)
Sidney è una città degli Stati Uniti d'America, situata nello Stato dell'Iowa, nella contea di Fremont, della quale è il capoluogo.